# Xã Sylvan, Quận Washtenaw, Michigan
Xã Sylvan (tiếng Anh: Sylvan Township) là một xã thuộc quận Washtenaw, tiểu bang Michigan, Hoa Kỳ. Năm 2010, dân số của xã này là 2.833 người.